# Episema concors
Episema concors là một loài bướm đêm trong họ Noctuidae.